# غراند أنسه (نيو برونزويك)
غراند أنسه (بالإنجليزية: Grande-Anse, New Brunswick)‏ هي قرية تقع في كندا في Gloucester County. يقدر عدد سكانها بـ 738 نسمة ومساحتها 24.42 كم2 .